# Sick Boy
Sick Boy (deutsch: Kranker Junge) ist ein amerikanischer Horrorfilm des Regietrios Tim T. Cunningham, Sean C. Cunningham und Helen McCole Bartusiak aus dem Jahr 2011. Im deutschsprachigen Raum wurde der Film am 27. Juli 2012 von I-On New Media GmbH (Köln) auf DVD und Blu-Ray veröffentlicht.

## Handlung
Die junge emotionale Lucy lebt mit ihrem Verlobten Chris zusammen. Sie hat wieder mal eine Arbeit aufgegeben, diesmal als Zahnarzthelferin, weil sie eigentlich Schriftstellerin werden will. Chris, der an Heirat denkt und ein rationaler Workaholic ist, ist darüber nicht erfreut. Zufällig hat ihre Freundin Alice ein Schauspielengagement bekommen, und so kann Lucy ihre Stelle als Babysitter übernehmen.
Die Mutter des Kindes Dr. Gordon erklärt Lucy, dass ihr Sohn an einer Krankheit leide und die untere Etage des luxuriösen Anwesens bewohne. Sie übergibt ihr ein Babyphone und erteilt ihr den Befehl, nicht die unteren Räume zu betreten. Sollte etwas Ungewöhnliches passieren, solle Lucy sie anrufen. Ihre Aufgabe bestünde also nur darin, vor Ort zu sein. Dafür erhält sie vierhundert Dollar Lohn. Während des Gespräches erhält Dr. Gordon einen Anruf von ihrem Mann. Sie setzt das Gespräch im Nebenzimmer fort. Lucy kann das Gespräch bruchstückhaft belauschen. Die Mutter ist am Telefon sehr verzweifelt und scheint etwas verbergen zu wollen. Während der Nacht erkundet Lucy das luxuriöse Anwesen. Im Arbeitszimmer entdeckt sie am PC eine Bilderserie vom Familienurlaub der Gordons in Venezuela auf dem alle – auch der Sohn – gesund sind. Lucy hat Angst vor Ansteckung und nimmt aus dem Wagen Handschuhe und Mundschutz von ihrer alten Arbeit und geht von der Neugierde getrieben in die verbotene Etage. Die Tür des Sohnes ist mit einem Vorhängeschloss gesichert. Sie erhält keine Antwort auf ihre Rufe. Beim Spähen unter dem Spalt glaubt sie ein Glühen wahrgenommen zu haben. Ihre Besorgnis, dass etwas nicht stimme mit der Familie, wird von ihren Freunden mit dem Verweis auf die extrem gute Bezahlung erwidert.
Am Folgetag tritt sie erneut ihren Dienst an. Diesmal ist niemand zu Hause. Der Schlüssel zum Haus und eine kurze Anweisung ist für sie hinterlegt. Lange geschieht nichts, dann jedoch kommen laute Schreie aus dem Babyphone. Lucy ruft Dr. Gordon an, die sagt sie käme sofort zurück. Lucy sucht erneut den Keller auf – aber außer Lauten aus dem Zimmer kann sie nichts entdecken. Dabei verliert sie ihren Verlobungsring, ein altes Erbstück. Plötzlich taucht der Vater des Kindes auf, der schwer krank zu sein schein und entstellt wirkt. Er fordert Lucy auf, das Haus zu verlassen. Bei ihrer Flucht begegnet sie noch kurz Dr. Gordon, die sich für die Dienste noch bedankt.
Am nächsten Tag suchen Lucy und Chris das Haus der Gordons auf, da auf ihre Anrufe niemand reagiert. Sie wollen den verlorenen Ring suchen. Lucy entschließt sich, mit dem Schlüssel, den sie noch hat, das Haus zu betreten. Im Foyer liegt der Vater mit einer Schusswunde im Kopf. Eine Blutspur führt zu Zimmer des Sohnes. Sie brechen die Tür auf und finden ein ans Bett gefesseltes Kind, das ebenfalls entstellt wirkt. Chris will nur die Polizei rufen und flüchten, aber Lucy nötigt ihn das Kind loszubinden und nach oben zu tragen. Dabei beißt der Junge Chris in den Hals und will auch Lucy töten. Im Kampf gelingt es ihr, den Untoten mit einem Messerstich in den Kopf zu töten. Nachdem sie die Polizei verständigt haben und Lucy Chris stabilisieren konnte, werden sie von der ebenfalls nun untoten Mutter angegriffen. Auch diesen Kampf kann Lucy gewinnen. Als die Polizei eintrifft, ist Chris verstorben. Plötzlich wird er auch wieder lebendig und greift den Polizisten an. Es scheint, dass durch den Biss ein Erreger übertragen wird, der die Menschen nach dem Tod zu Monstern werden lässt.

## Kritik
Der Film wurde vom Publikum überwiegend negativ aufgenommen. Die Kritiken waren durchwachsen. Oft wurde der Independentcharakter von Schauspielern und Kameraführung gelobt.

„Fazit: Was ziemlich beliebig und leicht unterdurchschnittlich beginnt, steigert sich zu einem wahrhaft spannenden Genre-Film, dessen Finale man durchaus als großartig bezeichnen kann. Die schwache erste Hälfte drückt die Gesamtwertung natürlich etwas, aber wer einen recht überraschenden Horrorfilm sehen will, der nicht nur auf Schock sondern auch auf etwas Atmosphäre setzt, ist mit Sick Boy gut bedient, auch wenn es ihm nicht immer vollständig gelingt. Das geringe Budget verhindert ‚größere Sprünge‘, aber es ist deutlich sichtbar, dass Regisseur Tim T. Cunningham sein Handwerk versteht.“

Andere lehnten Film, so wie die Mehrheit des Publikums, komplett ab.

„Der Film wirkt mit der langen Charaktervorstellung wie eine schlechte deutsche Produktion, irgendwie gar nicht amerikanisch, auch von der Optik her nicht unbedingt. Das macht den Film gewiss nicht gut, denn das Geschehen zieht sich schnell in die Länge und könnte glatt ein neuer Film von Marcel Walz sein, wo ein Independentregisseur versucht eine sehr ernste und professionelle, angepasste Produktion im TV Stil aufzuzeigen. Das geht gewaltig in die Hose...“

Auf Rotten Tomatoes ist noch keine Rezension eines Filmkritikers verzeichnet.

## Hintergrund
Es war letzte Hauptrolle in einem Film von Skye McCole Bartusiak vor ihrem Tod. Ihre Mutter Helen war an der Regie beteiligt. Der Film hatte ein Budget von lediglich 50 Tausend Dollar. Im englischsprachigen Raum erhielt er überwiegend die Altersfreigabe ab 18.